# 2010년 동계 올림픽 마케도니아 공화국 선수단
2010년 동계 올림픽 마케도니아 공화국 선수단은 캐나다 밴쿠버에서 개최된 2010년 동계 올림픽에 참가한 올림픽 마케도니아 공화국 선수단이다.

## 종목별 성적

### 알파인 스키
- 안토니오 리스테브스키

### 크로스컨트리 스키
- 다르코 담야노브스키
- 그료그지 이코스키
- 로사나 키로스카